# Katie Webster
Katie Webster (Houston, 1936. január 11. – League City, 1999. szeptember 5.), amerikai boogie-woogie zongorista, énekesnő.

## Pályafutása
Indiai és afro-amerikai származású volt. Akkor lett ismert, amikor műsorába beillesztette Otis Redding 1960-as I’m sitting on the dock of the bay című slágerének egy zongorás részletét. Leghíresebb lemezének címe után Swamp Boogie Queen-nek is nevezték (1988).
Édesanyjától egyházi dalokat tanult. Az 1950-es és 60-as években Otis Reddinggel turnézott több országban is olyan swamp-blues zenészekkel, mint például Lazy Lester. 1964-1967 között Otis Redding együttesében játszott. Szólista karrierje az 1980-as években kezdődött. Számtalan európai turnéja volt az Alligator Records lemezkiadóval.
Nem lehetett egyetlen stílussal sem társítani: a blues, a boogie-woogie, a gospelek előadása egyaránt jelen volt nála.
Miután 1993-ban agyvérzést kapott, családjával a texasi Houston közelében telepedett le. Szívelégtelenségben hunyt el 1999. szeptember 5-én.

## Lemezek
- 1977: Whooee Sweet Daddy
- 1979: Katie Webster Has The Blues
- 1982: Texas Boogie Queen Live + Well
- 1983: 200 % Joy
- 1985: Pounds of Blues
- 1985: You Know That's Right
- 1987: Whooo-Wee Sweet Daddy!
- 1987: Katie Webster & Black Cat Bone: Men Smart, Women Smarter
- 1987: I Know That's Right
- 1988: The Swamp Boogie Queen
- 1988: Close To My Heart
- 1988: The Many Faces of Katie Webster
- 1989: Katie Webster 1958-61
- 1990: Two-Fisted Mama!
- 1991: No Foolin'!
- 1991: Deluxe Edition